# Alfred Kossmann
Alfred Kossmann (Leiden, 31 januari 1922 - Amsterdam, 27 juni 1998) was een Nederlandse schrijver.

## Levensloop
Kossmann groeide op in Rotterdam, waar zijn vader (Friedrich Kossmann) directeur was van de gemeentelijke bibliotheek. Hij zat een tijdje op het Erasmiaans Gymnasium. Daarna ging hij werken, eerst bij een boekhandel en later bij verschillende uitgeverijen.
In de Tweede Wereldoorlog dook hij aanvankelijk onder, om aan de Arbeidsinzet te ontkomen, maar hij werd opgepakt en tewerkgesteld in Duitsland, samen met zijn tweelingbroer, de later beroemde historicus Ernst Kossmann. Deze ervaringen verwerkte Alfred later in de roman De nederlaag (1950). Het ontwerp voor de omslag werd gemaakt door zijn toenmalige echtgenote Jeanette Kossmann.
Na de oorlog werkte hij hoofdzakelijk bij uitgeverijen, terwijl hij daarnaast een indrukwekkend oeuvre bij elkaar schreef. Hij reisde bovendien veel en schreef daarover reisverhalen. In 1972 kreeg hij een ernstig auto-ongeluk, waarbij hij blijvend invalide werd. De roman Laatst ging ik spelevaren (1973) heeft daarop betrekking. Na dit ongeluk woonde Kossmann enkele jaren in Griekenland.
Zijn werk wordt gekenmerkt door een zekere ironie, die ook in het wetenschappelijk werk van zijn tweelingbroer is terug te vinden.

## Werk

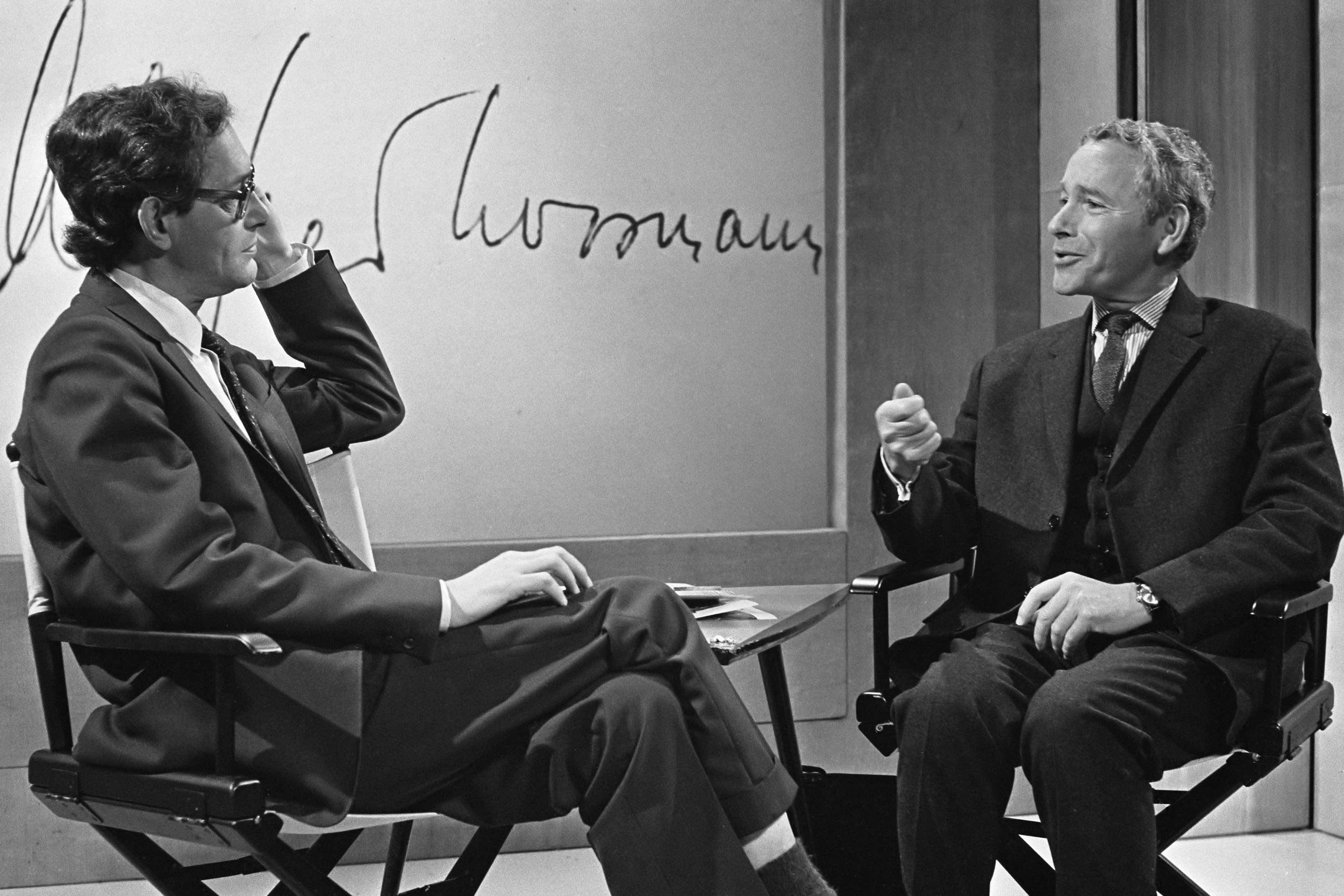
Kossmann en Adriaan van der Veen (1967)

### Poëzie
- De vernietiging (rijmprent, in eigen beheer) (1941)
- De dansschool (in eigen beheer) (1943)
- Het vuurwerk (1946)
- De bosheks (1951)
- Apologie der varkens (1954)
- De veldtocht en andere gedichten (1959)
- Gedichten 1940-1965 (1969)
- Rotterdam (1969)
- Dagboek uit en thuis (1981)
- Thomas Rozendal/Vijf gedichten (bibliofiel, 80 ex.) (1986)

### Proza
- De nederlaag (1950)
- De moord op Arend Zwigt (1951)
- De doolhof (met zeven andere auteurs) (1951)
- De linkerhand (1955)
- De hondenplaag (1956)
- De bekering (1957)
- De misdaad (1962)
- Reislust (1963)
- De smaak van groene kaas (1965)
- Reisverhaal (1966)
- Proeve van vaderland (1967)
- De vrouwenhaters (1968)
- Studies in paniek (verzamelbundel) (1968)
- De architect (1969)
- De wind en de lichten der schepen (1970)
- Ga weg, ga weg, zei de vogel (1971)
- Waarover wil je dat ik schrijf (columns) (1972)
- Laatst ging ik spelevaren (1973)
- De seizoenen van een invalide lezer (1976)
- Weerzien van een eiland (1977)
- O roos, je bent ziek (1979)
- Geur der droefenis (1980)
- De vrijheid, de leegte, de dood (verhalen) (1981)
- Hoogmoed en dronkenschap (1981)
- De middag van mijn leven (keuze uit de reisverhalen) (1982)
- Een gouden beker (1982)
- Drempel van ouderdom (1983)
- In alle onschuld (1984)
- Rampspoed. Novelle van de leraar (1985)
- Slecht zicht (1986)
- Duurzame gewoonten of Uit het leven van een romanfiguur (1987)
- Een verjaardag (1989)
- Familieroman (1990)
- Huldigingen (1995)
- De mannen waaruit ik besta (NRC-miniaturen) (1999)

## Prijzen
- 1951 - Lucy B. en C.W. van der Hoogtprijs voor De nederlaag
- 1960 - Prijs van de Stichting Kunstenaarsverzet 1942-1945 voor zijn verdiensten op het gebied van het korte verhaal
- 1964 - ANWB-prijs voor Reislust
- 1965 - Vijverbergprijs voor De smaak van groene kaas
- 1972 - Marianne Philips-prijs voor zijn gehele oeuvre, met name Ga weg, ga weg zei de vogel
- 1980 - Constantijn Huygensprijs voor zijn gehele oeuvre
- 1996 - Libris literatuurprijs voor Huldigingen